# Памятная Марокканская медаль

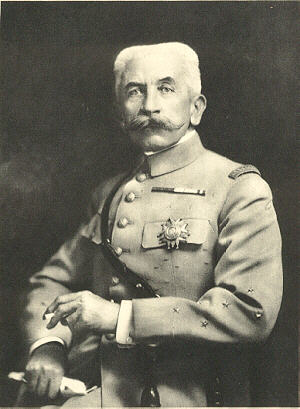
Маршал Франции Юбер Лиоте, обладатель Памятной Марокканской медали

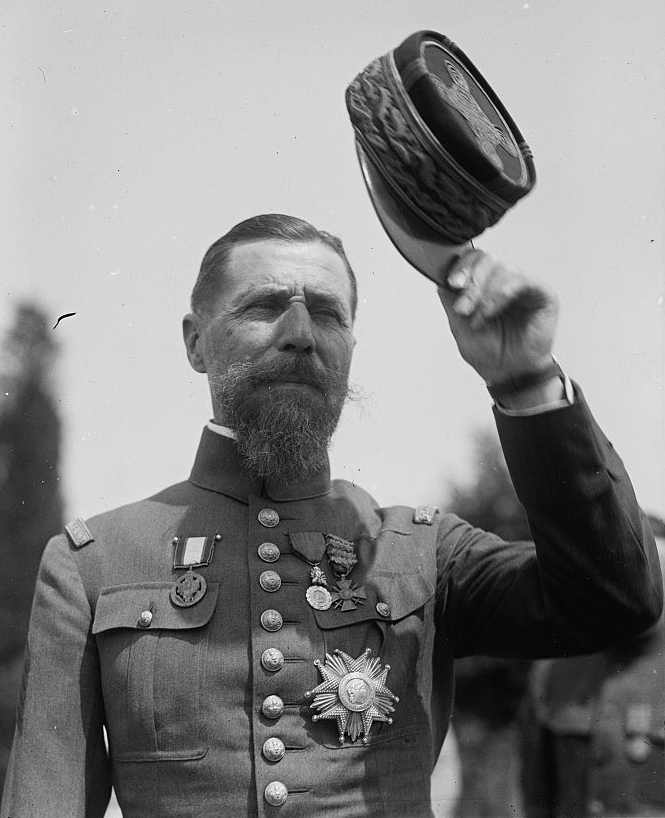
Генерал Анри Гуро, обладатель Памятной Марокканской медали

Памятная Марокканская медаль 1909 года (фр. Médaille commémorative du Maroc (1909)) — французская военная медаль. Была учреждена законом от 22 июля 1909 года для награждения солдат, участвовавших во Второй франко-марокканской войне под командованием генерала Юбера Лиоте.

## Критерии награждения
В соответствии со статьей 1 закона от 22 июля 1909 года Марокканской памятной медалью награждался любой солдат:
1. отбывший на Касабланку в период с 5 августа 1907 года по 15 июня 1909 года;
2. служивший в оккупационных войсках на правом берегу Уджды или во французской миссии в этом городе в любое время между 29 мартом 1907 года и 1 января 1909 года;
3. пересёкший линию Наур[англ.]*—Тюренн[англ.]—Сиди-Аисса[англ.], включая сами города, в период с 23 ноября 1907 года по 10 января 1908 года;
4. бывший в составе колонн, действовавшим с 6 марта 1908 года по 10 июня 1908 года или с 15 августа 1908 года по 7 октября 1908 года, к югу от параллели Тениет-эль-Сасси, к западу от северных пределов Сахары и к востоку от Фортасса-Гарбия[англ.];
5. входивший в любое время в период с 6 марта 1908 года по 15 июня 1909 года в состав гарнизонов Будениб[англ.] и Буанан[англ.], или отрядов, отвечавших за пополнение запасов и организацию телеграфной связи для этих постов;
6. гумьеры, служившие в вышеупомянутых регионах в те же временные периоды;
7. любой сотрудник военно-морского ведомства, который с 5 августа 1907 года по 15 июня 1909 года служивший на борту корабля военно-морских сил, отправленного в Марокко или выполнявшего миссию в марокканских водах;
8. должностные лица и гражданские служащие различных министерских департаментов и персонал французских обществ по оказанию помощи раненым солдатам, служившим в вышеупомянутых районах; а также французы, которые в качестве гражданских лиц принимали участие в боевых действиях при защите французского консульства в Касабланке в период с 5 по 7 августа 1907 года или завода в Баб-эль-Хосса 27 ноября того же года.

В статье 2 закона от 22 июля 1909 года постановлялось, что лица, упомянутые в параграфах:
- 1 и 7 должны носить планку "CASABLANCA" («Касабланка»);
- 2 и 3, должны носить планку «OUDJDA» («Уджда»);
- 4 и 5 должны носить планку «HAUT-GUIR» («Верхний Гир»);
- 6 и 8 должны носить планку в зависимости от региона, в котором проходила служба, дающая основания для получения медали.

В соответствии со статьей 1 указа от 4 июня 1913 года медаль с планкой «MAROC» («Марокко») вручалась любому солдату, служивший в оккупационных войсках в период с 29 сентября 1911 года по 19 июля 1912 года, а также марокканцам, всячески им содействовавшим.
В статье 2 того же декрета говорилось, что служба после принятия закона от 22 июля 1912 (например, в 1915 году, или с 1925 по 1926 год, при подавлении восстания рифских племён), вместо этой медали награждалась Колониальной медалью (фр. Médaille coloniale) с планками «Maroc 1915» или «Maroc 1925–1926».

## Описание награды
Медаль представляла собой круглый серебряный диск диаметром 30 мм. На аверсе рельефное изображение «Республики» в виде женского профиля в шлеме, украшенного короной из дубовых листьев. По окружности рельефная надпись «RÉPUBLIQUE FRANÇAISE» («Французская республика»). На реверсе, представляющем армию и флот, рельефные изображения винтовки, скрещённой с якорем, под двумя боевыми знамёнами и копьями, увенчанными рельефной надписью «MAROC» («Марокко»), на знаменах надписи «HONNEUR ET PATRIE» («Родина и честь») и «CASABLANCA», «HAUT-GUIR», «OUDJDA». На заднем плане песчаные дюны, стена касбы и пальмы.
Медаль висела на шёлковой муаровой зелёной ленте шириной 36 мм с белой центральной полосой шириной 7 мм и двумя белыми полосами шириной 2 мм на расстоянии 1 мм от краев ленты. Кольцо подвески медали украшалось серебряным лавровым венком и полумесяцем.
На ленте можно было носить четыре серебряные планки с надписями в восточном стиле:
- CASABLANCA («Касабланка»)
- OUDJDA («Уджда»)
- HAUT-GUIR («Верхний Гир»)
- MAROC («Марокко»)